# Station Radlett
Radlett is een spoorwegstation van National Rail in Hertsmere in Engeland. Het station is eigendom van Network Rail en wordt beheerd door Govia Thameslink Railway. 